# Werner Gutendorf
Werner Gutendorf (* 1. März 1929; † 1995) war ein deutscher Fußballtorwart, der für den TuS Neuendorf und den FC Bayern München aktiv war. Er war der jüngere Bruder von Rudi Gutendorf.

## Karriere
Gutendorf spielte zunächst an der Seite seines Bruders für die TuS Neuendorf aus dem gleichnamigen Koblenzer Stadtteil. Mit der TuS trat er bis Sommer 1951 in der Oberliga Südwest an. Nachdem er sich in Neuendorf bereits gegen den ehemaligen Nationaltorhüter Helmut Jahn nicht hatte durchsetzen können, wechselte Gutendorf nach der Verpflichtung von Karl Adam zur Saison 1951/52 zum FC Bayern München, für den er in seiner ersten Spielzeit 27 Einsätze in der Oberliga Süd verzeichnete. Sein Debüt gab er am 19. August 1951 (1. Spieltag) beim 3:1-Sieg gegen den 1. FC Schweinfurt im Stadion an der Grünwalder Straße. Die Bayern belegten unter Trainer Max Schäfer und Mitspielern wie Hans Bauer, Rudolf Brandmaier, Otto Schweizer und Jakob Streitle den achten Rang. In der Folgesaison hütete er 22 Mal das Tor und kehrte danach zur TuS Neuendorf zurück. Gutendorf wird im Spielerlexikon mit insgesamt 56 Oberligaspielen für die TuS Neuendorf und Bayern München gelistet.
Gutendorf kam ein letztes Mal am 27. März 1955 bei der 1:3-Niederlage im Auswärtsspiel gegen den FK Pirmasens für die Koblenzer zu einem Oberligaeinsatz. Seine Mannschaft schloss die Saison 1954/55 mit Gerd Skudlarek als Stammtorhüter als Viertplatzierter ab.